# Olaf II Haraldsson
Olaf II (Haraldsson) Święty, norw. Olav (Haraldsson) den Hellige (ur. 995, zm. 29 lipca 1030) – król Norwegii w latach 1016–1028, święty Kościoła katolickiego i Cerkwi prawosławnej.
Wprowadził w kraju chrześcijaństwo (między innymi stworzył w nim biskupstwa, zakazał spożywania końskiego mięsa), zniósł niewolnictwo, ograniczył władzę arystokracji i wprowadził lokalne ustawodawstwo. W 1028 został wygnany z kraju przez opozycję z okręgu Trøndelag wspomaganą przez duńskiego króla Kanuta Wielkiego. W 1030 wrócił do Norwegii, chcąc odzyskać tron. Zginął w bitwie pod Stiklestad 29 lipca 1030. Po śmierci został uznany za męczennika, później ogłoszony świętym.

## Dzieciństwo
Olaf urodził się w Ringerike w roku 995. Był synem Haralda Grenske i Åsty Gudbrandsdatter. Ojciec Olafa zmarł przed jego narodzeniem. Åsta wyszła ponownie za mąż, za posiadacza ziemskiego Sigurda Syra. W jego posiadłości wychowywał się przyszły król. Na swoją pierwszą wyprawę wyruszył w wieku 11 lat. Później brał udział w najazdach na kraje nadbałtyckie, Anglię. Brał udział w próbie podbicia Londynu, a w 1011 udało mu się zdobyć Canterbury.

## Chrzest
Olaf uważał zjednoczenie Norwegii za swoje powołanie. W drodze powrotnej do kraju spędził zimę u normańskiego księcia Ryszarda II. Książę był chrześcijaninem i dzięki niemu Olaf miał okazję do zapoznania się z nową wiarą. Chrzest przyjął w Rouen, stolicy Normandii. Podczas pobytu w Normandii Olaf wysłuchał też wielu legend i podań na temat dawnych władców Franków. Szczególnie zaimponował mu Karol Wielki, który stał się dla niego wzorem władcy. To właśnie frankijskiemu królowi zawdzięcza swoje imię syn Olafa – Magnus.

## Powrót do kraju
Król Norwegii, Olaf Tryggvason, zginął w bitwie pod Svolder w roku 1000. Od tego czasu Norwegią rządzili duński król Swen Widłobrody, władca Szwecji i norwescy jarlowie. Do tego pogańskie tradycje i znaczenie, jakie w organizacji społeczeństwa odgrywał ród, sprawiały, że wprowadzenie chrześcijaństwa i zjednoczenie kraju zdawało się być zadaniem bardzo trudnym.
Jedną z pierwszych rzeczy, które zrobił Olaf po powrocie do kraju, było porwanie mianowanego przez Swena Widłobrodego władcy Norwegii, jarla Håkona Eirikssona. W zamian za wypuszczenie na wolność miał on (Håkon) opuścić Norwegię i udać się do swojego ojca w Anglii. Następnie zdobył władzę w okręgu Oppland, w Viken (nazwa historyczna: obszar dookoła fiordu Oslo) i w Agder. Później koronował się na króla w Trøndelag. W drodze powrotnej na południe na każdym tingu uznawano go władcą.

## Wprowadzenie chrześcijaństwa

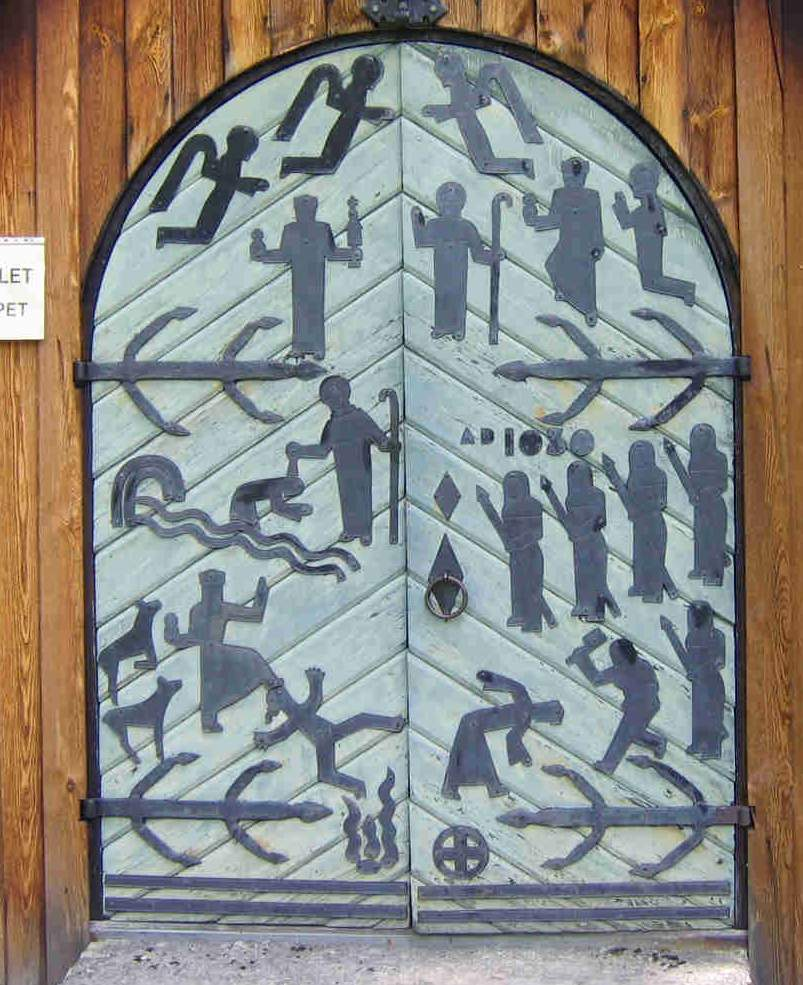
Sceny z życia Olafa II na drzwiach kaplicy w Hardemo

W owym czasie wielu Norwegów przyjmowało chrzest, co jednak nie znaczyło, że zrywali oni z pogańskimi tradycjami i wierzeniami. Na tingach w wielu miejscach w kraju chrześcijaństwo zostało, co prawda, wprowadzone jako religia oficjalna, nie wszędzie jednak przyjęcie nowej wiary odbywało się pokojowo. Snorri Sturluson opisuje przypadki, kiedy ludzie byli zabijani bądź kaleczeni, ponieważ nie chcieli przyjąć wiary w Chrystusa. Olaf sprowadził także do kraju czterech angielskich biskupów. Najważniejszym z nich był biskup Grimkjell.
Około roku 1022 w Moster odbyło się spotkanie biskupów i doradców królewskich, mające na celu uchwalenie prawa kościelnego. Tam ustalono, że kościół norweski związany będzie z władzą królewską, to jest, że chrześcijaństwo będzie religią państwową. Przepis prawa (uchwalono je ostatecznie w roku 1024) zaczynał się tymi słowami: Rzeczą dla nas najważniejszą jest posłać ukłon na wschód i pomodlić się do Białego Chrystusa o pokój i o dobry rok (...) oby On był naszym przyjacielem...
W ustawie tej znalazł się między innymi zakaz bigamii i jedzenia mięsa w piątki. Nakazano także post przez siedem tygodni przed Wielkanocą. Niewolnikom miano przywrócić wolność, a za gwałt i uprowadzenie kobiety miały grozić surowe kary. Małżeństwa zawierane między ludźmi blisko ze sobą spokrewnionymi były zakazane. Zmieniono również obrządki pogrzebowe: zmarłych od tej pory grzebać się miało w poświęconej ziemi, chyba że byli złoczyńcami, zdrajcami albo samobójcami. W każdym okręgu miano budować nowe kościoły. Utrzymanie kościołów i księży miało spoczywać na barkach mężczyzn zamieszkujących każdy okręg.
Po uchwaleniu prawa Olaf odbywał wiele podróży, zwoływał tingi i odczytywał na nich prawo kościelne. Często spotykał się z oporem – nowe prawo bardzo różniło się od zwyczajów praktykowanych przez mieszkańców kraju. Niepokornym podwładnym groziły śmierć, okaleczenie bądź utrata majątku. To z kolei przysporzyło Olafowi wielu wrogów, tym bardziej że w oczach króla wszyscy byli równi wobec prawa, a więc kary były tak samo surowe wobec możnych, jak i wobec biednych.

## Zdobycie władzy przez Kanuta Wielkiego
W 1028 Kanut Wielki przybył do Norwegii z 50 okrętami. Był wtedy królem zarówno Danii, jak i Anglii. Dzięki swojemu bogactwu i obietnicom wkupił się w łaski lokalnych możnych. Olafa zdradzili nawet ludzie z jego osobistej armii i musiał opuścić kraj. Razem ze swoim synem i garstką zaufanych ludzi pojechał na Ruś i zamieszkał w Nowogrodzie u księcia Jarosława i jego szwedzkiej żony Ingegerdy. Kanut tymczasem został ogłoszony królem Norwegii, a Håkon Eiriksson został jego namiestnikiem. Jarosław zaoferował Olafowi koronę Bułgarii. Ten jednak odmówił – jego celem było odzyskanie władzy w Norwegii.

## Bitwa pod Stiklestad
W 1030 roku Olaf wrócił do Norwegii, żeby odzyskać władzę. Decydująca bitwa rozegrała się w okręgu Trøndelag niedaleko Stiklestad 29 lipca. Podobno tuż przed bitwą Olaf miał sen o tym, że wspina się po drabinie do nieba. Broniąca Trøndelagu armia przewyższała liczebnie armię Olafa. Miał zginąć od trzech ciosów zadanych mu przez trzech możnych: Kalva Arnessona, Torego Hunda i Torsteina Knarresmeda.

## Kult
Podobno po śmierci Olafa wielu ludzi żałowało, że występowali przeciwko królowi. Po kraju zaczęły krążyć historie o jego chwalebnych czynach i o cudach, które dokonywać się miały przy jego zwłokach. Chłop ze Stiklestad pogrzebał Olafa w Trondheim (w średniowieczu "Nidaros"). Podobno kiedy rok później zwłoki ponownie wykopano, zobaczono, że zmarłemu urosły paznokcie i włosy. Stwierdzono, że stał się cud i król zyskał przydomek święty. Później wielu pielgrzymów jechało do Nidaros, by szukać pocieszenia i pomocy u Olafa. Tam wzniesiono ku jego czci ogromny kościół.
Uroczystej elewacji dokonał biskup Grimkell 3 sierpnia 1031 roku. Obecnie relikwie św. Olafa spoczywają w miejscowej katedrze wybudowanej w 1152 roku.
Olaf II Święty jest patronem i obrońcą Norwegii i uważany jest za męczennika.
Jego wspomnienie liturgiczne obchodzone jest w dzienną pamiątkę śmierci (29 lipca). Czci go także Cerkiew prawosławna jako swojego ostatniego zachodniego świętego przed podziałem chrześcijaństwa w XI w.